# Abborrtjärnen (Malungs socken, Dalarna, 670330-139047)
Abborrtjärnen är en sjö i Malung-Sälens kommun i Dalarna och ingår i Göta älvs huvudavrinningsområde.